# Alexander Raake
Alexander Raake (* 1971 in Düsseldorf) leitet seit Juli 2015 als Professor das Fachgebiet „Audiovisuelle Technik“ an der Technischen Universität Ilmenau.

## Biographie
Zwischen 1991 und 1997 studierte Raake Elektrotechnik an der RWTH Aachen und der Télécom ParisTech (ENST), dort untersuchte er bereits als wissenschaftlicher Mitarbeiter im Rahmen seiner Promotion am Institut für Kommunikationsakustik der Ruhr-Universität Bochum die Sprachqualität bei der Sprachübertragung mittels VoIP (Voice over Internet Protocol). 2004 und 2005 war er in Orsay, Frankreich tätig, wo er Methoden zur Messung und Modellierung der Sprachverständlichkeit in virtuellen Chat-Rooms entwickelte.
Ab 2005 war er als Senior Scientist an den Telekom Innovation Laboratories in Berlin tätig. Von 2009 bis 2015 leitete als Junior-Professor das Fachgebiet „Assessment of IP-based Applications“ bei den Telekom Innovation Laboratories an der Technischen Universität Berlin.

## Forschungsschwerpunkte
- VoIP-basierte Sprachübertragungssysteme
- Virtuelle Kommunikationsumgebungen für Videokonferenzen mit mehreren Teilnehmern
- Multimodale Kommunikationssysteme
- Audio-visuelle Qualität von IP-basiertem Video
- Quality of Experience (QoE) bei 3D-Audio und 3D-Video

## Ehrungen und Auszeichnungen
- 2007: Preis der ITG – für herausragende wissenschaftliche Veröffentlichungen von ITG Nachwuchswissenschaftlern[1]

- 2011: Johann-Philipp-Reis-Preis[2]